# Раковиці (Болеславецький повіт)
Раковиці (пол. Rakowice, нім. Rothlach) — село в Польщі, у гміні Болеславець Болеславецького повіту Нижньосілезького воєводства.
Населення — 513 осіб (2011).
У 1975-1998 роках село належало до Єленьоґурського воєводства.

## Демографія
Демографічна структура станом на 31 березня 2011 року:
|          | Загалом | Допрацездатний вік | Працездатний вік | Постпрацездатний вік |
| -------- | ------- | ------------------ | ---------------- | -------------------- |
| Чоловіки | 245     | 56                 | 171              | 18                   |
| Жінки    | 268     | 61                 | 163              | 44                   |
| Разом    | 513     | 117                | 334              | 62                   |